# Synaptisk plasticitet
Synaptisk plasticitet är en neurologisk term för nervcellers förmåga att anpassa sin reaktivitet till följd av den fortsatta aktiveringen, till exempel nivåförändringar av en viss signalsubstans eller av antalet receptorer, eller cellernas förmåga att reagera på signalsubstanser.
Med vissa typer av elektrofysiologisk stimulering[källa behövs] av kretsar av nervceller, kan den synaptiska transmissionens effekt ökas eller minskas. De mest kända och välstuderade typerna av synaptisk plasticitet är långtidspotentiering (LTP) och långtidsdepression (LTD). Det faktum att synapsernas effektivitet kan manipuleras ses som ett starkt bevis för att Hebbs postulat om hur inlärning går till på cellulär nivå, är korrekt.